# Fluturii sînt liberi (film)
Fluturii sînt liberi grafiat și Fluturii sunt liberi (titlul original: în engleză Butterflies Are Free) este un film american de comedie romantică dramatică, realizat în 1972 de regizorul Milton Katselas, după piesa omonimă din 1969 a lui Leonard Gershe, protagoniști fiind actorii Goldie Hawn, Edward Albert și Eileen Heckart. 

## Rezumat
Undeva în San Francisco. Jill Tanner este o înflăcărată actriță de scenă iar Don Baker este un băiat fermecător dintr-o familie bogată dar care este orb. Ambii s-au mutat de curând și sunt vecini. Dragostea se înfiripă repede între cei doi, oricât de îngreunată de prezența mamei lui Don, doamna Baker, deosebit de protectoare și temătoare că fiul ei poate deveni din nou deziluzionat în dragoste. Teama lui Jill de a-l face pe Don să sufere va dispărea în fața demonstrației de forță și statornicie pe care acesta este capabil să o demonstreze în ciuda tuturor aparențelor.

## Distribuție
- Goldie Hawn – Jill Tanner
- Edward Albert – Don Baker
- Eileen Heckart – Mrs. Baker
- Michael Glaser – Ralph Santori
- Michael Warren – Roy
- Paul Ryan – bărbatul din magazin

## Premii și nominalizări
- 1973 – Premiul Oscar
  - Cea mai bună actriță în rol secundar lui Eileen Heckart
  - Nominalizare Cea mai bună imagine lui Charles Lang
  - Nominalizare Cel mai bun sunet lui Arthur Piantadosi și Charles T. Knight
- 1973 - Globul de Aur
  - Cel mai bun actor debutant lui Edward Albert
  - Nominalizare Cel mai bun film (muzical/comedie)
  - Nominalizare Cel mai bun actor (muzical/comedie) lui Edward Albert
  - Nomination Cea mai bună actriță (muzical/comedie) pentru Goldie Hawn
  - Nominalizare Cea mai bună melodie originală (Carry Me) lui Bob Alcivar și Randy McNeill